# Laranda meridionalis
Laranda meridionalis är en insektsart som beskrevs av Desutter-grandcolas 1994. Laranda meridionalis ingår i släktet Laranda och familjen syrsor. Inga underarter finns listade i Catalogue of Life.